# Telejogo II
Das Telejogo II ist eine stationäre Spielkonsole der ersten Konsolengeneration, die 1979 von Philco und Ford in Brasilien veröffentlicht wurde und den Nachfolger des Telejogo darstellt.
Im Gegensatz zum Vorgänger sind die Paddles nun nicht mehr am Gehäuse der Konsole selbst befestigt, sondern abnehmbar.

## Spiele
Durch den integrierten AY-3-8610-Chip kann das System die folgenden zehn Spiele abspielen:
- Hockey
- Tênis
- Paredão I
- Paredão II
- Basquete I
- Basquete II
- Futebol
- Barreira
- Tiro Alvo I
- Tiro Alvo II